# Jeremiasz Kazimierz Wojewódzki
Jeremiasz Kazimierz Wojewódzki herbu Abdank – podwojewodzi czernihowski w 1648 roku, rzekomy podczaszy czernihowski, sekretarz królewski.
Marszałek sejmiku województwa czernihowskiego w Lublinie w 1648 roku. W 1648 roku był elektorem Jana II Kazimierza Wazy z województwa czernihowskiego i powiatu nowogrodzkosiewierskiego.